# Cenizate (kommunhuvudort)
Cenizate är en kommunhuvudort i Spanien.   Den ligger i provinsen Provincia de Albacete och regionen Kastilien-La Mancha, i den centrala delen av landet, 220 km sydost om huvudstaden Madrid. Cenizate ligger 695 meter över havet och antalet invånare är 1 204.
Terrängen runt Cenizate är platt. Runt Cenizate är det ganska glesbefolkat, med 23 invånare per kvadratkilometer. Närmaste större samhälle är Villamalea, 9,4 km nordost om Cenizate. Trakten runt Cenizate består till största delen av jordbruksmark.